# Cámara de Representantes de Puerto Rico
La Cámara de Representantes de Puerto Rico es la cámara baja de la Asamblea Legislativa de Puerto Rico, que junto al Senado, la cámara alta, conforma el poder legislativo del territorio. Su creación se remonta al 25 de noviembre de 1897, bajo la Carta Autonómica promulgada por el régimen español, y fue reorganizada el 25 de julio de 1952 con la entrada en vigor de la Constitución del Estado Libre Asociado de Puerto Rico.
La Cámara está compuesta por 51 representantes, de los cuales 40 son elegidos por distritos uninominales y 11 son seleccionados por acumulación mediante un sistema de voto único no transferible. La distribución de los escaños se establece en el Artículo III de la Constitución de Puerto Rico.  
No obstante, esta composición puede aumentar en virtud de lo dispuesto en la Sección 7 del Artículo III de la Constitución, que garantiza la representación de las minorías. Este mecanismo permite incrementar el número de representantes cuando los partidos minoritarios no alcanzan la cantidad mínima de escaños. Así, se asegura una representación más equitativa y plural en la Cámara, fortaleciendo el carácter democrático del sistema legislativo.
La Cámara de Representantes tiene como función principal la creación, discusión y aprobación de legislación, conocida como proyectos de ley. Estos proyectos, una vez aprobados por ambas cámaras de la Asamblea Legislativa, son enviados al gobernador de Puerto Rico para su evaluación y posible firma, con lo que adquieren fuerza de ley.
Además de sus responsabilidades generales, la Cámara posee ciertos poderes exclusivos. Entre ellos se encuentra la facultad de iniciar proyectos de ley relacionados con los ingresos públicos, una atribución que le permite tener control directo sobre las medidas fiscales y presupuestarias del gobierno.
Otro de sus poderes exclusivos es la capacidad de presentar cargos en procesos de destitución (impeachment) contra funcionarios públicos. Este mecanismo se utiliza para fiscalizar y garantizar la integridad de los funcionarios en el ejercicio de sus funciones.
La Cámara se reúne en El Capitolio de Puerto Rico. El funcionario que preside es el presidente de la Cámara, que es elegido por los miembros de la misma. 

## Historia
La Cámara de Representantes es el cuerpo legislativo de mayor antigüedad en Puerto Rico. Su origen se remonta al 25 de noviembre de 1897, cuando la Carta Autonómica otorgada por el régimen español estableció una Cámara de Representantes compuesta por 32 miembros, todos elegidos por el pueblo puertorriqueño. Este cuerpo legislativo coexistía con un Consejo de Administración, también conocido como Consejo Ejecutivo, compuesto por 15 miembros, de los cuales ocho eran seleccionados por un Colegio de Compromisarios, y los otros siete eran designados por el Gobernador General en representación del rey de España. Tanto la Cámara de Representantes, conocida entonces como Cámara de Delegados, como el Consejo de Administración tenían iguales facultades legislativas.
El 25 de julio de 1898, solo ocho meses después de la implementación de la Carta Autonómica, las tropas estadounidenses invadieron Puerto Rico. El 18 de octubre de 1898, Estados Unidos asumió oficialmente la soberanía sobre la Isla. Posteriormente, el 12 de abril de 1900, el Congreso de los Estados Unidos aprobó la Ley Foraker, que estableció el primer gobierno civil en Puerto Rico a partir del 1 de mayo de 1900. Este nuevo sistema de gobierno incluyó un Gobernador Civil y una Asamblea Legislativa compuesta por una Cámara de Delegados de 35 miembros, elegidos por el pueblo puertorriqueño, y un Consejo Ejecutivo de 11 miembros, todos nombrados por el presidente de los Estados Unidos. De estos once miembros, seis ocupaban cargos en el gabinete del Gobernador, lo que generaba una evidente falta de separación de poderes entre las ramas ejecutiva y legislativa.
El sistema legislativo se mantuvo sin cambios hasta el 2 de marzo de 1917, cuando el presidente Woodrow Wilson firmó la Ley Jones, impulsada por el congresista William Atkinson Jones. Con la aprobación de la Ley 600 por el Congreso de los Estados Unidos en julio de 1950, se estableció la actual composición de la Asamblea Legislativa: 8 distritos senatoriales y 40 distritos representativos. Este modelo se mantiene vigente hasta hoy. Desde 1948, el Poder Ejecutivo ha estado dirigido por un Gobernador elegido por el electorado cada cuatro años.

## Líderes de la Cámara
| Líderes de la Cámara de Representantes 20.ᵃ Asamblea Legislativa | Líderes de la Cámara de Representantes 20.ᵃ Asamblea Legislativa | Líderes de la Cámara de Representantes 20.ᵃ Asamblea Legislativa | Líderes de la Cámara de Representantes 20.ᵃ Asamblea Legislativa | Líderes de la Cámara de Representantes 20.ᵃ Asamblea Legislativa | Líderes de la Cámara de Representantes 20.ᵃ Asamblea Legislativa |
| Cargo                                                            | Titular                                                          | Titular                                                          | Partido                                                          | Distrito                                                         |                                                                  |
| ---------------------------------------------------------------- | ---------------------------------------------------------------- | ---------------------------------------------------------------- | ---------------------------------------------------------------- | ---------------------------------------------------------------- | ---------------------------------------------------------------- |
| Presidente                                                       |                                                                  | Carlos "Johnny" Méndez Núñez                                     | PNP                                                              | 36.º                                                             |                                                                  |
| Vicepresidentes                                                  |                                                                  | Ángel Peña Ramírez                                               | PNP                                                              | 33.º                                                             |                                                                  |
| Vicepresidentes                                                  |                                                                  | Yashira Lebrón Rodríguez                                         | PNP                                                              | 8.º                                                              |                                                                  |
| Portavoces                                                       |                                                                  | José "Pichy" Torres Zamora                                       | PNP                                                              | Acumulación                                                      |                                                                  |
| Portavoces                                                       |                                                                  | Héctor Ferrer Santiago                                           | PPD                                                              | Acumulación                                                      |                                                                  |
| Portavoces                                                       |                                                                  | Denis Márquez Lebrón                                             | PIP                                                              | Acumulación                                                      |                                                                  |
| Portavoces                                                       |                                                                  | Lisie Janet Burgos Muñiz                                         | PD                                                               | Acumulación                                                      |                                                                  |
| Portavoces alternos                                              |                                                                  | Wilson Román López                                               | PNP                                                              | 17.º                                                             |                                                                  |
| Portavoces alternos                                              |                                                                  | Domingo Torres                                                   | PPD                                                              | 25.º                                                             |                                                                  |
| Portavoces alternos                                              |                                                                  | Adriana Gutiérrez Colón                                          | PIP                                                              | Acumulación                                                      |                                                                  |

## Composición
| - Distrito 1: Eddie Charbonier Chinea - Distrito 2: Ricardo R. Ocasio Ramos - Distrito 3: José "Cheito" Hernández Concepción - Distrito 4: Victor L. Parés Otero - Distrito 5: Jorge Navarro Suárez - Distrito 6: Ángel Morey Noble - Distrito 7: Luis (Jr.) Pérez Ortiz - Distrito 8: Yashira M. Lebrón Rodríguez - Distrito 9: Félix Pacheco - Distrito 10: Pedro J. Santiago Guzmán - Distrito 11: Elinette González Aguayo - Distrito 12: Edgardo Feliciano - Distrito 13: Jerry Nieves Rosario - Distrito 14: Edgar Robles - Distrito 15: Joel I. Franqui Atiles - Distrito 16: Reinaldo Figueroa - Distrito 17: Wilson J. Román López - Distrito 18: Odalys González González - Distrito 19: Lilibeth Rosas - Distrito 20: Joel Sánchez Ayala - Distrito 21: Omayra Martínez - Distrito 22: Jorge Alfredo Rivera Segarra - Distrito 23: Ensol A. Rodríguez Torres - Distrito 24: Ángel (Tito) Fourquet - Distrito 25: Domingo J. Torres García - Distrito 26: Luis Jiménez Torres - Distrito 27: Estrella Martínez Soto - Distrito 28: Axel F. Roque Gracia - Distrito 29: Gretchen M. Hau Irizarry - Distrito 30: Fernándo Sanabria - Distrito 31: Vimarie Peña Dávila - Distrito 32: José M. Varela Fernández - Distrito 33: Ángel R. Peña Ramírez - Distrito 34: Christian Muriel - Distrito 35: Sol Higgins Cuadrado - Distrito 36: Carlos "Johnny" Méndez Núñez - Distrito 37: Carmen Medina Calderón - Distrito 38: Wanda Del Valle Correa - Distrito 39: Roberto Rivera Ruiz de Porras - Distrito 40: Sergio Estévez - Acumulación: Denis Márquez Lebrón - Acumulación: Héctor Ferrer Santiago - Acumulación: José Torres Zamora - Acumulación: Lisie Janet Burgos Muñiz - Acumulación: Tatiana Pérez Ramírez - Acumulación: José Pérez Cordero - Acumulación: Swanny Enit Vargas Laureano - Acumulación: Gabriel Rodríguez Aguiló - Acumulación: Lourdes Ramos Rivera - Acumulación: Ramón Torres Cruz - Acumulación: José F. Aponte Hernández |

## Comisiones
La Cámara de Representantes cuenta diferentes comisiones y proyectos especiales, a continuación se muestran todas las comisiones y proyectos actuales de la Cámara de Representantes de Puerto Rico:
- Comisión de Relaciones Federales, Internacionales y Status
- Comisión de Asuntos Laborales
- Comisión Conjunta del Programa Pilar Barbosa de Internados en Educación
- Comisión Conjunta de la Asamblea Legislativa Para la Revisión Continua del Código Penal y Para la Reforma de las Leyes Penales
- Comisión Conjunta del Programa Córdova y Fernós de Internados Congresionales
- Comisión Conjunta del Programa de Internado Legislativo "Jorge Alberto Ramos Comas"
- Comisión Conjunta Para La Revisión e Implementación de Reglamentos Administrativos
- Comisión Conjunta Para Las Alianzas Público Privadas de la Asamblea Legislativa de Puerto Rico
- Comisión Conjunta Permanente Para la Revisión del Código Civil
- Comisión Conjunta Sobre Informes Especiales del Contralor
- Comisión Conjunta Sobre Mitigación, Adaptación y Resiliencia al Cambio Climático
- Comisión de Agricultura
- Comisión de Recursos Naturales y Asuntos Ambientales
- Comisión de Asuntos de la Mujer
- Comisión de Asuntos del Consumidor, Banca y Seguros
- Comisión de Asuntos Internos
- Comisión de Asuntos Laborales
- Comisión de Asuntos Municipales
- Comisión de Calendario y Reglas Especiales de Debate
- Comisión de Cooperativismo
- Comisión de Desarrollo de la Ciudad Capital y Asuntos de la Juventud
- Comisión de Desarrollo Económico Planificación, Telecomunicaciones, Alianzas Público Privadas y Energía
- Comisión de Desarrollo Integrado de la Región Este
- Comisión de Desarrollo Integrado de la Región Noreste
- Comisión de Desarrollo Integrado de la Región Norte Central
- Comisión de Desarrollo Integrado de la Región Oeste
- Comisión de Desarrollo Integrado de la Región Sur
- Comisión de Desarrollo Integrado de la Región Sur Central
- Comisión de Educación Especial y Personas con Discapacidades
- Comisión de Educación, Arte y Cultura
- Comisión de Ética
- Comisión de Gobierno
- Comisión de Hacienda, Presupuesto y de Supervisión, Administración y Estabilidad Económica de Puerto Rico, “PROMESA"
- Comisión de lo Jurídico
- Comisión de Pequeños y Medianos Negocios, y Comercio
- Comisión de Recreación y Deportes
- Comisión de Salud
- Comisión de Seguridad Pública
- Comisión de Sistemas de Retiro y Asuntos del Veterano
- Comisión de Transportación e Infraestructura
- Comisión de Turismo y Bienestar Social
- Comisión de Vivienda y Desarrollo Urbano
- Comisión Especial de la Cámara de Representantes Para la Reconstrucción y Preparación Total de Puerto Rico ante una Emergencia
- Comisión Especial de Nombramientos de la Cámara de Representantes de Puerto Rico
- Comisión Especial Para el Estudio del Cambio Climático y el Calentamiento Global
- Comisión Especial para la evaluación del Proceso de Adopción y el trato de las Personas de Edad Avanzada en Puerto Rico
- Comisión Especial para Reconstrucción y Reorganización de PR tras el paso de los Huracanes Irma y María
- Comisión Especial Conjunta Sobre Donativos Legislativos
- Comisión de Relaciones Federales, Internacionales y Status

## Presidentes
Lista de Presidentes de la Cámara de Delegados y Cámara de Representantes desde 1900 hasta hoy.
| Legislatura        | Presidente               | Presidente                    | Partido              | Circunscripción        | Mandato   |
| ------------------ | ------------------------ | ----------------------------- | -------------------- | ---------------------- | --------- |
| I legislatura      |                          | Manuel F. Rossy Calderón      | Partido Republicano  | Distrito 1 de San Juan | 1900-1905 |
| II legislatura     |                          | Rosendo Matienzo Cintrón      | Unión de Puerto Rico |                        | 1905-1907 |
| II legislatura     |                          | Francisco P. Acuña y Paniagua | Unión de Puerto Rico |                        | 1907      |
| II legislatura     |                          | José de Diego                 | Unión de Puerto Rico |                        | 1907-1909 |
| III legislatura    |                          | José de Diego                 | Unión de Puerto Rico | 1909-1913              |           |
| IV legislatura     |                          | José de Diego                 | Unión de Puerto Rico | 1913-1917              |           |
| V legislatura      | Acumulación              | José de Diego                 | Unión de Puerto Rico | 1917-1918              |           |
| V legislatura      |                          | Juan Bernardo Huyke           | Unión de Puerto Rico |                        | 1918-1921 |
| VI legislatura     |                          | Cayetano Coll y Cuchí         | Unión de Puerto Rico | Acumulación            | 1921-1923 |
| VI legislatura     |                          | Miguel Guerra Mondragrón      | Unión de Puerto Rico | Acumulación            | 1923-1925 |
| VII legislatura    |                          | José Tous Soto                | Partido Republicano  | Acumulación            | 1925-1930 |
| VIII legislatura   |                          | José Tous Soto                | Partido Republicano  | Acumulación            | 1925-1930 |
|                    | Manuel F. Rossy Calderón | Partido Republicano           | Acumulación          | 1930-1932              |           |
|                    | Rafael Alonso Torres     | Partido Republicano           | Acumulación          | 1932-1933              |           |
| IX legislatura     |                          | Miguel A. García Méndez       | Partido Socialista   | Distrito 18            | 1933-1937 |
| X legislatura      | Acumulación              | Miguel A. García Méndez       | Partido Socialista   | 1937-1941              |           |
| XI legislatura     |                          | Samuel R. Quiñones            | PPD                  | Acumulación            | 1941-1943 |
| XI legislatura     |                          | Rafael Arrillaga Torrens      | Partido Socialista   | Distrito 7             | 1943-1944 |
| XI legislatura     |                          | Rafael Rodríguez Pacheco      | Partido Republicano  |                        | 1944-1945 |
| XII legislatura    |                          | María L. Gómez Garriga        | PPD                  | Distrito 10            | 1945      |
| XII legislatura    |                          | Francisco M. Susoni Abreu     | PPD                  | Acumulación            | 1945-1948 |
| XII legislatura    |                          | Ernesto Ramos Antonini        | PPD                  | Acumulación            | 1948-1949 |
| XIII legislatura   | 1949-1953                | Ernesto Ramos Antonini        | PPD                  | Acumulación            |           |
| XIV legislatura    | 1953-1957                | Ernesto Ramos Antonini        | PPD                  | Acumulación            |           |
| XV legislatura     | 1957-1961                | Ernesto Ramos Antonini        | PPD                  | Acumulación            |           |
| XVI legislatura    | 1961-1963                | Ernesto Ramos Antonini        | PPD                  | Acumulación            |           |
| XVI legislatura    |                          | Santiago Polanco Abreu        | PPD                  | Distrito 17            | 1963-1965 |
| XVII legislatura   |                          | Arcilio Alvarado Alvarado     | PPD                  | Acumulación            | 1965-1969 |
| XVIII legislatura  |                          | Ángel Viera Martínez          | PNP                  | Acumulación            | 1969-1973 |
| XIX legislatura    |                          | Luis Ernesto Ramos Yordán     | PPD                  | Acumulación            | 1973-1977 |
| XX legislatura     |                          | Ángel Viera Martínez          | PNP                  | Acumulación            | 1977-1981 |
| XXI legislatura    | 1981-1982                | Ángel Viera Martínez          | PNP                  | Acumulación            |           |
| XXI legislatura    |                          | Severo Colberg Ramírez        | PPD                  | Acumulación            | 1982-1985 |
| XXII legislatura   |                          | José Ronaldo Jarabo           | PPD                  | Acumulación            | 1985-1989 |
| XXIII legislatura  | 1989-1993                | José Ronaldo Jarabo           | PPD                  | Acumulación            |           |
| XXIV legislatura   |                          | Zaida R. Hernández Torres     | PNP                  | Acumulación            | 1993-1997 |
| XXV legislatura    |                          | Edison Misla Aldarondo        | PNP                  | Distrito 4             | 1997-2001 |
| XXVI legislatura   |                          | Carlos Vizcarrondo            | PPD                  | Acumulación            | 2001-2005 |
| XXVII legislatura  |                          | José Aponte Hernández         | PNP                  | Acumulación            | 2005-2009 |
| XXVIII legislatura |                          | Jenniffer González Colón      | PNP                  | Acumulación            | 2009-2013 |
| XXIX legislatura   |                          | Jaime Perelló Borrás          | PPD                  | Acumulación            | 2013-2016 |
| XXIX legislatura   |                          | Roberto Rivera Ruiz de Porras | PPD                  | Distrito 39            | 2016-2017 |
| XXX legislatura    |                          | Carlos "Johnny" Méndez Núñez  | PNP                  | Distrito 36            | 2017-2021 |
| XXXI legislatura   |                          | Rafael Hernández Montañez     | PPD                  | Distrito 11            | 2021-2025 |
| XXXII legislatura  |                          | Carlos "Johnny" Méndez Núñez  | PNP                  | Distrito 36            | 2025-     |